# Verneuil-Moustiers
Verneuil-Moustiers település Franciaországban, Haute-Vienne megyében. Lakosainak száma 122 fő (2022. január 1.). Verneuil-Moustiers Brigueil-le-Chantre, Azat-le-Ris, Lussac-les-Églises és Tersannes községekkel határos.

## Népesség
A település népessége az elmúlt években az alábbi módon változott:
| Lakosok száma | 132  | 130  | 129  | 128  | 128  | 129  | 129  | 125  | 122  |
|               | 2013 | 2015 | 2016 | 2017 | 2018 | 2019 | 2020 | 2021 | 2022 |